# Sergei Mošnikov
Sergei Mošnikov (* 7. Januar 1988 in Pärnu) ist ein estnischer Fußballspieler, der für den FC Levadia Tallinn II in der heimischen Esiliiga aktiv ist.

## Karriere

### Verein
Mošnikov begann das Fußballspielen in seiner Jugend bei Pärnu JK, bevor er im Alter von siebzehn Jahren in die Niederlande zum Nachwuchs des SC Heerenveen wechselte. Im Jahr 2006 kehrte er wieder zurück nach Estland zum Rekordmeister FC Flora Tallinn, wo er bis dato über einhundert Spiele bestritt und im Jahr 2008 sowie 2009 den estnischen Pokal gewinnen konnte sowie zwei Meisterschaften. Im Januar 2012 wechselte er zum polnischen Zweitligisten Pogoń Szczecin, mit dem er im Sommer 2012 in die Ekstraklasa aufstieg.
Ende Januar 2013 wechselte Sergei Mošnikov zum Ligakonkurrenten Górnik Zabrze, nachdem er ein zweiwöchiges Probetraining absolviert hatte. Er unterschrieb einen Vertrag bis zum Ende Dezember 2013 mit Option auf Verlängerung bis Ende Juni 2016. Nach weiteren Stationen in insgesamt fünf Ländern ist er seit 2020 wieder in seiner Heimat aktiv und spielte aktuell für die Reservemannschaft des FC Levadia Tallinn in der zweitklassigen Esiliiga.

### Nationalmannschaft
Nach Einsätzen für diverse estnische Jugendauswahlen kam Mošnikov am 19. Juni 2010 beim Baltic Cup gegen Lettland (0:0) zu seinem Debüt für die A-Nationalmannschaft seines Heimatlandes. In der 73. Minute kam der Mittelfeldakteur für Gert Kams auf das Spielfeld. Bis 2018 absolvierte er 35 Länderspiele und traf dabei zwei Mal.

## Erfolge
- Estnischer Superpokal: 2009, 2011, 2023
- Estnischer Meister: 2010, 2011, 2016
- Estnischer Pokalsieger: 2008, 2009, 2011, 2017, 2022